# Боградский район
Богра́дский райо́н (хак. Боград аймағы) — административно-территориальная единица  и муниципальное образование (муниципальный район) в составе Республики Хакасия Российской Федерации.
Административный центр — село Боград.

## География
Район расположен на северо-востоке Республики Хакасия, вдоль левого берега Енисея.

## История
Район образован 27 декабря 1925 года в результате разделения Чарковского района на два района: Чарковский с центром в улусе Чарков и Боградский с центром в деревне Сухая Тесь (позднее — Боград).

## Население
| 1939    | 1959    | 1970    | 1979    | 1989    | 2002    | 2003    | 2004    | 2005    |
| ------- | ------- | ------- | ------- | ------- | ------- | ------- | ------- | ------- |
| 21 791  | ↗33 263 | ↘24 620 | ↘21 138 | ↘19 801 | ↘16 286 | ↗16 300 | ↗16 800 | ↘16 700 |
| 2006    | 2007    | 2008    | 2009    | 2010    | 2011    | 2012    | 2013    | 2014    |
| ↘16 500 | ↘16 300 | ↘16 200 | ↘15 384 | ↗15 869 | ↘15 800 | ↘15 679 | ↘15 362 | ↘15 070 |
| 2015    | 2016    | 2017    | 2018    | 2019    | 2020    | 2021    |         |         |
| ↘15 007 | ↘14 925 | ↘14 779 | ↘14 599 | ↘14 391 | ↘14 233 | ↘11 497 |         |         |

## Административное деление
Боградский район как административно-территориальная единица включает 10 сельсоветов.
В состав одноимённого муниципального района входят 10 муниципальных образований со статусом сельских поселений
| №  | Муниципальное образование    | Административный центр | Количество населённых пунктов | Население (чел.) | Площадь (км²) |
| -- | ---------------------------- | ---------------------- | ----------------------------- | ---------------- | ------------- |
| 1  | Боградский сельсовет         | село Боград            | 3                             | ↘3828            | 644,64        |
| 2  | Большеербинский сельсовет    | село Большая Ерба      | 3                             | ↘690             | 41,25         |
| 3  | Бородинский сельсовет        | село Бородино          | 4                             | ↘1323            | 29,81         |
| 4  | Знаменский сельсовет         | село Знаменка          | 4                             | ↘1356            | 31,94         |
| 5  | Первомайский сельсовет       | село Первомайское      | 4                             | ↘1438            | 681,22        |
| 6  | Пушновский сельсовет         | село Пушное            | 2                             | ↘508             | 31,04         |
| 7  | Сарагашский сельсовет        | село Сарагаш           | 2                             | ↘621             | 20,73         |
| 8  | Советско-Хакасский сельсовет | село Советская Хакасия | 2                             | ↘710             | 14,90         |
| 9  | Сонский сельсовет            | село Сонское           | 2                             | ↘459             | 6,52          |
| 10 | Троицкий сельсовет           | село Троицкое          | 2                             | ↘564             | 4,18          |

### Населённые пункты
В Боградском районе 28 населённых пунктов 
| №  | Населённый пункт  | Тип     | Население | Муниципальное образование    |
| -- | ----------------- | ------- | --------- | ---------------------------- |
| 1  | Абакано-Перевоз   | село    | ↘149      | Троицкий сельсовет           |
| 2  | Базандаиха        | деревня | ↘89       | Сарагашский сельсовет        |
| 3  | Бей-Булук         | деревня | →114      | Первомайский сельсовет       |
| 4  | Белелик           | деревня | ↘137      | Боградский сельсовет         |
| 5  | Боград            | село    | ↘3710     | Боградский сельсовет         |
| 6  | Большая Ерба      | село    | ↘828      | Большеербинский сельсовет    |
| 7  | Бородино          | село    | ↗1222     | Бородинский сельсовет        |
| 8  | Борозда           | деревня | ↘127      | Первомайский сельсовет       |
| 9  | Верх-Ерба         | деревня | ↘208      | Большеербинский сельсовет    |
| 10 | Давыдково         | деревня | ↗39       | Боградский сельсовет         |
| 11 | Заречная          | деревня | ↘270      | Первомайский сельсовет       |
| 12 | Знаменка          | село    | ↘1448     | Знаменский сельсовет         |
| 13 | Карасук           | село    | ↘127      | Большеербинский сельсовет    |
| 14 | Климаниховский    | посёлок | ↘39       | Знаменский сельсовет         |
| 15 | Красный Камень    | деревня | ↗198      | Советско-Хакасский сельсовет |
| 16 | Первомайское      | село    | ↗1466     | Первомайский сельсовет       |
| 17 | Полиндейка        | деревня | ↗185      | Бородинский сельсовет        |
| 18 | Пушное            | село    | ↗616      | Пушновский сельсовет         |
| 19 | Сарагаш           | село    | ↘901      | Сарагашский сельсовет        |
| 20 | Советская Хакасия | село    | ↘817      | Советско-Хакасский сельсовет |
| 21 | Сонское           | село    | ↘740      | Сонский сельсовет            |
| 22 | Таёжная           | деревня | ↘218      | Бородинский сельсовет        |
| 23 | Толчея            | деревня | ↗311      | Бородинский сельсовет        |
| 24 | Троицкое          | село    | ↘616      | Троицкий сельсовет           |
| 25 | Туманное          | село    | ↗10       | Сонский сельсовет            |
| 26 | Усть-Ерба         | село    | ↘205      | Знаменский сельсовет         |
| 27 | Цветногорск       | посёлок | ↘46       | Пушновский сельсовет         |
| 28 | Черёмушка         | деревня | ↘73       | Знаменский сельсовет         |

## Экономика
В районе находится лесхоз, маслосыродельный завод, Разводят крупный рогатый скот (госплемзавод), овец, лошадей, свиней;

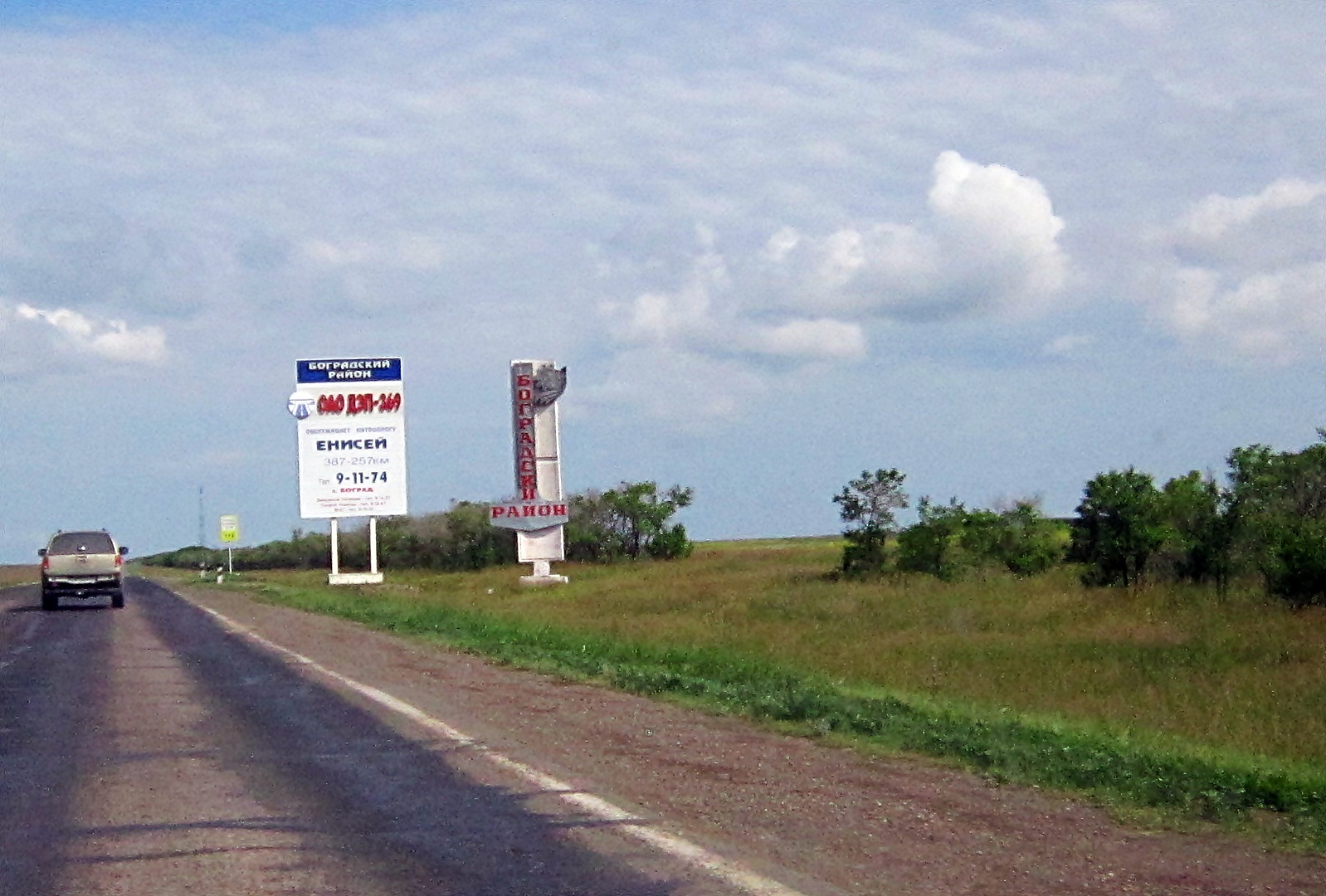
Стела «Боградский район» на трассе Р-257 «Енисей»

Обнаружены месторождения руд цветных металлов и железа, фосфоритов, известняков, мрамора и др. Имеется радоновый источник.

## Достопримечательности
На территории района обнаружены уникальные памятники археологии — Боярская писаница (II-I века до н. э.), стоянка древнего человека в пещере Двуглазка (палеолит) у села Толчея, памятники карасукской и афанасьевской культур у села Батени.
Гора Большая (Долгий мыс) — комплексный памятник природы площадью 2 га. (образован решением Хакасского облисполкома от 21 июля 1988 № 164). Геологические отложения нижнего кембрия.